# Дамијен Жоли
Дамијен Жоли (фр. Damien Joly; Олјул, 4. јун 1992) француски је пливач чија специјалност су трке слободним стилом на дужим дистанцама. Вишеструки је национални првак у тркама на 400, 800 и 1500 метара слобдним стилом у великим и малим базенима.  

## Спортска каријера
Жоли је са такмичењима на међународној пливачкој сцени почео 2010. наступом на Европском јуниорском првенству у Хелсинкију. Већ наредне године дебитовао је и у сениорској конкуренцији освајањем десетог места у трци на 1500 слободно на Европском првенству у малим базенима у Познању. 
Дебитовао је на Олимпијским играма у Лондону 2012, где је заузео 14. место у квалификацијама трке на 1500 слободно. Четири године касније, у Рију 2016, успео је да се пласира у финале трке на 1500 слободно, које је окончао на високом седмом месту. 
На светским првенствима у великим базенима је дебитовао у Барселони 2013, а учествовао је и на првенствима у Казању 2015. и Квангџуу 2019. године. Најбоље резултате је остварио на првенству у Кореји, где је заузео девето, односно дванаесто место у квалификационим тркама на 1500 слободно и 800 слободно. Такође је пливао и маратонску трку на 5 километара на отвореним водама, коју је завршио на укупно 15. месту. 